# 4 Intimate Nights with Beyoncé
4 Intimate Nights with Beyoncé são shows de 2011 realizados pela cantora norte-americana Beyoncé para promover seu quarto álbum de estúdio 4. Os concertos foram realizados no Roseland Ballroom em Nova Iorque, nos dias 14, 16, 18 e 19 de Agosto. O primeiro show teve todos seus ingressos esgotados nos primeiros 22 segundos de venda.
Algumas celebridades estavam presente no evento como Adrienne Bailon, Diddy, Lady Gaga, Erica Campbell, Jay-Z, Ne-Yo, Paul McCartney, The-Dream e Russell Simmons.

## Antecedentes
No dia 5 de Agosto, o site oficial de Beyoncé divulgou que a mesma iria apresentar 4 shows intimistas no Roseland Ballroom na cidade de Nova Iorque, adiantando que Beyoncé iria cantar suas músicas do álbum 4. No dia 10 de agosto começaram as vendas de ingressos para o primeiro show pela  na ticketmaster, e dentro de 22 segundos todos os ingressos esgotaram, e os das demais noites venderam dentro de minutos.

## Sobre o show

### Moda e palco
Durante os shows realizados Beyoncé vestiu um mini-vestido dourado lamé de cortesia de sua mãe, Tina Knowles, e sapatos por Stuart Weitzman. Ela usava um slinky dourado cintilante. Beyoncé foi acompanhada no palco por quatro dançarinas vestindo collants pretos cintilantes. Marcus Barnes do Daily Mail descreveu Beyoncé "escolha como fabulosa do jeito que rebolava no palco." Georgette Cline da AOL afirmou que "Tina Knowles acertou no vestido metálico que exibiu suas curvas e exigiu a atenção do público no palco. 
Já no palco, Beyoncé foi apoiado por 20  membras da sua banda só de mulheres e uma orquestra. A banda composta por uma baterista, tecladista e guitarrista e uma secção de metais e uma orquestra. A banda também tinha, entre outros, duas saxofonistas, um guitarrista, uma seção de cordas de sete peças, uma pianista e uma maestra. Jon Caramanica do The New York Times observou que "a banda só de mulheres desempenhou um espetáculo importante para o desempenho de Beyoncé". Normalmente conhecida por se apresentar em arenas que acomodam 20 mil ou mais pessoas, Beyoncé cantou no Roseland, que tem uma capacidade máxima de 3.200 pessoas.

### Concerto

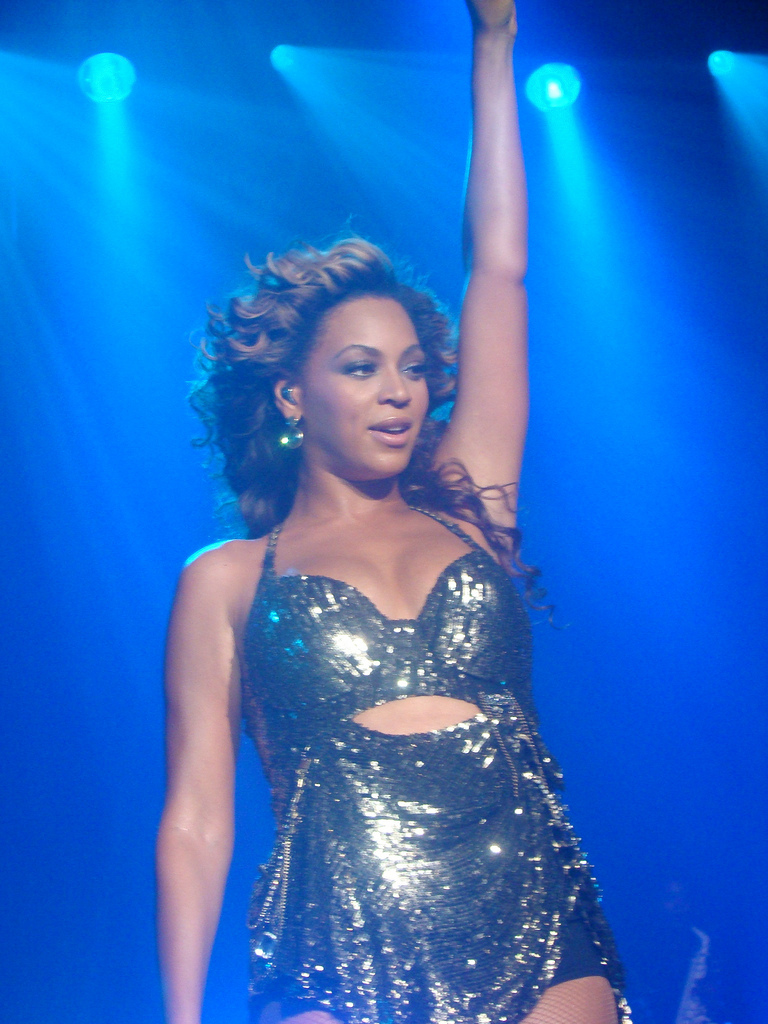
Beyoncé executando "Run the World (Girls)" durante um dos concertos do evento.

O show começa com Beyoncé subindo no palco dizendo: "Este vai ser um pouco diferente para todos vocês. Vai ser mais íntimo, ela começa revelando várias histórias de sua história musical, incluindo antes das audições com as Destiny's Child a partir dos nove anos, o envolvimento precoce e frequente de seu pai na gestão da carreira de sua filha e o contrato com a Elektra Records. Depois de aprofundar em sua história musical, Beyoncé afirma "Eu só quero ter um bom tempo com vocês", antes de ela começar suas música, ela canta sua versão de "I Wanna Be Where You Are". Após disso, Beyoncé começa um medley dos hits das Destiny's Child, parando  a cada faixa para discutir sua vida e mentalidade durante cada estágio de sua carreira. Durante a sua performance de "Independent Women", ela revela como seu pai, Matthew Knowles, apresentou a faixa sem sua permissão, para a trilha sonora de "As Panteras", revelou que ela queria escrever uma canção que, "celebraria as curvas de uma mulher", inspirada por um solo de guitarra de Stevie Nicks na música "Edge of Seventeen" para "Bootylicious" e afirmou: "Com muito sucesso vem muita negatividade ... eles estavam sendo desagradável, mas me inspiraram" disse antes de executar Survivor". .
Depois de "'03 Bonnie & Clyde", a canção final do medley, Beyoncé começou a contar a história de como o seu primeiro álbum foi feito, afirmando que "[A gravadora] me disse que eu não tinha uma canção no meu álbum. Eu acho que eles foram meio que certo. Eu tinha cinco!" Beyoncé que continuou com uma versão desacelerada de "Crazy in Love". Durante "Irreplaceable", Beyoncé tem a multidão para ajudá-la em sua performance. Depois de declarar "Em 04 de abril de 2008, alguém colocou um anel no meu dedo" Beyoncé tem a audiência, que continha tanto os homens e mulheres entre as idades 8 à 38, balançando suas mãos para o hit que ficou em número um na Billboard Hot 100, "Single Ladies (Put a Ring on It)".
Beyoncé que começa a realizar praticamente todas as músicas do 4, começando com "1+1", onde ela se encontra de joelhos em cima de um piano envolto em fumaça e luzes vermelhas, lembrando a sua performance no American Idol. Beyoncé continua com a tracklist original do 4, depois de "1+1", com uma interpretação de "I Care", onde ela "bateu" seu cabelo durante a batida sinistra da música, ao trazer a música para a vida com vocais imaculado. "I Miss You" começa com a realização Beyoncé sentada, só para depois ser ficar em pé, enquanto cantava as músicas terminando com vocais adicionais e instrumentação. "Best Thing I Never Had" segue depois, com uma ligeira alteração na melodia músicais. Beyoncé vai para "Party", enquanto a multidão balançava os braços para trás e para frente e estendeu o "hey" para cada verso. Beyoncé que começou a cantar com as The Mamas durante "Rather Die Young", antes de seguir uma versão muito coreografada de "Love on Top", que foi dada uma revisão ótima. Beyoncé iria começar a contagem regressiva de "Countdown" permitindo que o público depois de terminar a contagem regressiva de nove para um. "End of Time" e "Run the World (Girls)" foi as últimas animadas e as mais esperadas O show termina com a última canção, a balada "I Was Here" com "Roseland, estávamos aqui."

## Recepção da crítica
No dia 15 de agosto o jornalista Mike Was do Idolator, que esteve escreveu uma nota sobre o show.
| “ | Beyoncé teve a capacidade de trazer uma nova profundidade a um material de qualidade, é quase tão impressionante quanto seu dom estranho para a conexão com o público em um nível emocional. Vejamos, por exemplo, a canção final - era impossível não se comover com a Sra. Carter lutando contra as lágrimas enquanto lutava contra as letras claramente pessoal de "I Was Here", que se trata da tentativa de deixar uma marca no mundo. Mas a veterana do pop pode dormir tranquila. Sua missão foi bem e verdadeiramente realizada. | ” |

Jason Newman de Rap-Up deu ao show uma análise muito positiva, afirmando que "Para uma cantora muito acostumados a estádios, show de domingo foi o desempenho mais íntimos a maioria dos fãs iria ver a partir do superstar onipresente."  Newman favoreceu a a capacidade exibida por Beyoncé tanto a resistência e vigor, o que faz para um show em estádio perfeito.
Brad Wete do Entertainment Weekly deu ao show uma revisão positiva, afirmando que ele prova que "Beyoncé é maior do que qualquer salão". Wete continuou o seu elegio para Beyoncé afirmando "[...] sua excelência é inegável. Seus vocais contemporâneos compete com as lendas, como sua dança", terminando com a sua revisão "Eu estou ansioso para vê-la em um grande palco, onde há mais espaço para sua voz para soar, com mais espaço para sua banda tocar, e espaço para sua seus fãs dançarem."

## Gravações

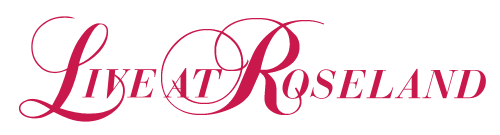
Logotipo do DVD Live at Roseland

A fotógrafa Myrna Suarez foi a responsável por registrar as fotos oficiais dos concertos. Na ultima apresentação de Beyoncé que foi realizada no dia 20 de Agosto, ela anunciou ao publico que o show daquela noite estava sendo filmado para ser lançado em um DVD posteriormente. Como parte da divulgação do DVD, o banco Citibank obteve exclusividade e divulgou quatro vídeos dos bastidores dos shows em um aplicativo da sua conta oficial no facebook.No dia 26 de Outubro o site oficial de Beyoncé anunciou que o DVD iria ser lançado dia 21 de novembro com exclusividade na Walmart e a partir do dia 29 de novembro nas demais lojas.
Um DVD chamado Live at Roseland: Elements of 4 foi lançado com as imagens do concerto. Ele teve duas versões, uma simples com apenas um disco que foi lançado no dia 21 de novembro de 2011 exclusivamente nas lojas Wal-Mart, e outra que foi lançado mundialmente no dia 29 de novembro do mesmo ano contendo dois discos, com um mini-documentário, sete videoclipes referente a faixas do álbum 4 e making-of dos concertos.

## Músicas
1. "I Wanna Be Where You Are" (The Jackson 5 cover)
2. Destiny's Child Medley:
  1. "No, No, No Part 1"
  2. "No, No, No Part 2"
  3. "Bug a Boo"
  4. "Bills, Bills, Bills"
  5. "Say My Name"
  6. "Independent Women"
  7. "Bootylicious"
  8. "Survivor"
3. "'03 Bonnie & Clyde"
4. "Crazy in Love"
5. "Dreamgirls"
6. "Irreplaceable"
7. "Single Ladies (Put a Ring on It)"
8. "1+1"
9. "I Care"
10. "I Miss You"
11. "Best Thing I Never Had"
12. "Party"
13. "Rather Die Young"
14. "Love on Top"
15. "Countdown"
16. "End of Time"
17. "Run the World (Girls)"
18. "I Was Here"

Fonte:
Notas
- Durante as apresentações a faixa "Star Over" foi a única canção da edição standard do 4 a não ser executada. [26]
- "Bug a Boo" foi adicionada a lista de músicas a partir da segunda apresentação no dia 16 de Agosto.[1]

## Datas
| Data                 | Cidade           | País             | Local             |                  |
| América do Norte     | América do Norte | América do Norte | América do Norte  | América do Norte |
| -------------------- | ---------------- | ---------------- | ----------------- | ---------------- |
| 14 de Agosto de 2011 | Nova Iorque      | Estados Unidos   | Roseland Ballroom |                  |
| 16 de Agosto de 2011 | Nova Iorque      | Estados Unidos   | Roseland Ballroom |                  |
| 18 de Agosto de 2011 | Nova Iorque      | Estados Unidos   | Roseland Ballroom |                  |
| 19 de Agosto de 2011 | Nova Iorque      | Estados Unidos   | Roseland Ballroom |                  |